# 杭州市行政区划
杭州市目前下辖10個区、2个县，代管1個縣級市。分别为：
- 市辖区：上城区、拱墅区、西湖区、滨江区、萧山区、余杭区、临平区、钱塘区、富阳区、临安区
- 县：桐庐县、淳安县
- 县级市：建德市

其中萧山区、余杭区、临平区、富阳区、临安区因成爲區的歷史並不久，所以部分政策与市本级的不同。而上城区、拱墅区、西湖区、滨江区、钱塘区因为完全与市本级的政策相同，而被非正式合称为杭州主城区。

## 各项数据
| 地图                                                                                       | 地区   | 面积      | 常住人口  |
| 上城区 拱墅区 西湖区 滨江区 萧山区 余杭区 富阳区 临安区 临平区 钱塘区 桐庐县 淳安县 建德市 |        |           |           |
| ------------------------------------------------------------------------------------------ | ------ | --------- | --------- |
| 上城区 拱墅区 西湖区 滨江区 萧山区 余杭区 富阳区 临安区 临平区 钱塘区 桐庐县 淳安县 建德市 | 市辖区 |           |           |
| 上城区 拱墅区 西湖区 滨江区 萧山区 余杭区 富阳区 临安区 临平区 钱塘区 桐庐县 淳安县 建德市 | 上城区 | 119 km²   | 1,323,000 |
| 上城区 拱墅区 西湖区 滨江区 萧山区 余杭区 富阳区 临安区 临平区 钱塘区 桐庐县 淳安县 建德市 | 拱墅区 | 98 km²    | 1,121,000 |
| 上城区 拱墅区 西湖区 滨江区 萧山区 余杭区 富阳区 临安区 临平区 钱塘区 桐庐县 淳安县 建德市 | 西湖区 | 309 km²   | 1,118000  |
| 上城区 拱墅区 西湖区 滨江区 萧山区 余杭区 富阳区 临安区 临平区 钱塘区 桐庐县 淳安县 建德市 | 滨江区 | 72 km²    | 503,859   |
| 上城区 拱墅区 西湖区 滨江区 萧山区 余杭区 富阳区 临安区 临平区 钱塘区 桐庐县 淳安县 建德市 | 萧山区 | 1,163 km² | 1,535,200 |
| 上城区 拱墅区 西湖区 滨江区 萧山区 余杭区 富阳区 临安区 临平区 钱塘区 桐庐县 淳安县 建德市 | 余杭区 | 1,222 km² | 1,201,200 |
| 上城区 拱墅区 西湖区 滨江区 萧山区 余杭区 富阳区 临安区 临平区 钱塘区 桐庐县 淳安县 建德市 | 富阳区 | 1,808 km² | 725,500   |
| 上城区 拱墅区 西湖区 滨江区 萧山区 余杭区 富阳区 临安区 临平区 钱塘区 桐庐县 淳安县 建德市 | 临安区 | 3,124 km² | 573,800   |
| 上城区 拱墅区 西湖区 滨江区 萧山区 余杭区 富阳区 临安区 临平区 钱塘区 桐庐县 淳安县 建德市 | 县     |           |           |
| 上城区 拱墅区 西湖区 滨江区 萧山区 余杭区 富阳区 临安区 临平区 钱塘区 桐庐县 淳安县 建德市 | 桐庐县 | 1,780 km² | 410,200   |
| 上城区 拱墅区 西湖区 滨江区 萧山区 余杭区 富阳区 临安区 临平区 钱塘区 桐庐县 淳安县 建德市 | 淳安县 | 4,452 km² | 341,400   |
| 上城区 拱墅区 西湖区 滨江区 萧山区 余杭区 富阳区 临安区 临平区 钱塘区 桐庐县 淳安县 建德市 | 縣級市 |           |           |
| 上城区 拱墅区 西湖区 滨江区 萧山区 余杭区 富阳区 临安区 临平区 钱塘区 桐庐县 淳安县 建德市 | 建德市 | 2,364 km² | 436,900   |

## 历史沿革

### 民國時期
民國時期廢除了清時的府、州、廳等各行政區劃，主要實行省直管縣，同時廢除、歸併了許多治所同城的附郭縣——民國元年（1912）杭州城內的錢塘縣與仁和縣即合併爲一杭縣:84。今杭州市範圍內主要有（以三十八年公佈縣等級排序）杭縣、蕭山縣、淳安縣、建德縣、富陽縣、遂安縣、於潛縣、餘杭縣、臨安縣、桐廬縣、昌化縣、壽昌縣、分水縣、新登縣14縣，除了遂安、淳安於1959年沒入了千島湖（新安江水庫）幾十米深處、竝於1965年在新址建了庫區移民安置地（仍命名淳安縣），壽昌屬建德，分水屬桐廬，於潛、昌化屬臨安，新登屬富陽以外，其餘各縣建制均與今天大同小異。
其中民國16年（1927）4月會議通過析杭縣城區設置了杭州市（駐地在今拱墅區），這也是全省保留下來唯一的市。但不同時期爲了適應不同需要，仍然有道、行政督察區等省縣之間的行政區劃斷續存在。

#### 道
民國三年（1914）浙江省設4道，杭縣、富陽縣、餘杭縣、臨安縣、於潛縣、新登縣、昌化縣屬錢塘道（繁要缺，一等），蕭山縣屬會稽道（繁要缺，一等），建德縣、淳安縣、桐廬縣、遂安縣、壽昌縣、分水縣屬金華道（簡缺，三等）。民國5年（1916）5月浙江宣布獨立，裁撤4道，民國6年（1917年）1月22日恢復。北伐發生後，浙江各縣於民國15年（1926）12月至16年（1927）2月間，陸續由國民政府接管，最終將4道裁撤。

#### 行政督察區
民國21年（1932）5月，浙江省政府將浙江全省劃為12區。杭縣、建德縣爲其中兩區駐地。
同年，又將全省劃分為6區，旋增加至7個特區。省會杭州附近的杭嘉湖地區未設置特區，爲浙江省政府直轄區。除遂安縣屬第一特區外，其餘各縣及杭州市均屬省直轄區。
| 中華民國23年（1934）今杭州市範圍行政區劃:87-88 | 中華民國23年（1934）今杭州市範圍行政區劃:87-88 | 中華民國23年（1934）今杭州市範圍行政區劃:87-88 | 中華民國23年（1934）今杭州市範圍行政區劃:87-88 | 中華民國23年（1934）今杭州市範圍行政區劃:87-88 |
| 行政督察區                                     | 專署駐地                                       | 縣等級                                         | 縣市                                           | 駐地(2020年6月)                                |
| ---------------------------------------------- | ---------------------------------------------- | ---------------------------------------------- | ---------------------------------------------- | ---------------------------------------------- |
| 省政府直轄                                     | 省政府直轄                                     | 不適用                                         | 杭州市                                         | 今杭州市拱墅區                                 |
| 省政府直轄                                     | 省政府直轄                                     | 一等                                           | 杭縣                                           | 今杭州市拱墅區                                 |
| 省政府直轄                                     | 省政府直轄                                     | 一等                                           | 新登縣                                         | 今富陽市西南新登鎮                             |
| 省政府直轄                                     | 省政府直轄                                     | 一等                                           | 淳安縣                                         | 淳城鎮（今淳安縣西新安江水庫）                 |
| 省政府直轄                                     | 省政府直轄                                     | 一等                                           | 蕭山縣                                         | 今杭州市蕭山區城廂街道                         |
| 省政府直轄                                     | 省政府直轄                                     | 二等                                           | 富陽縣                                         | 今富陽區駐地富春街道                           |
| 省政府直轄                                     | 省政府直轄                                     | 二等                                           | 建德縣                                         | 今建德市東北梅城鎮                             |
| 省政府直轄                                     | 省政府直轄                                     | 三等                                           | 餘杭縣                                         | 今杭州市餘杭區西南餘杭街道                     |
| 省政府直轄                                     | 省政府直轄                                     | 三等                                           | 臨安縣                                         | 今臨安區駐地錦城街道                           |
| 省政府直轄                                     | 省政府直轄                                     | 三等                                           | 於潛縣                                         | 今臨安區西於潛鎮                               |
| 省政府直轄                                     | 省政府直轄                                     | 三等                                           | 昌化縣                                         | 今臨安区西昌化鎮                               |
| 省政府直轄                                     | 省政府直轄                                     | 三等                                           | 桐廬縣                                         | 今桐廬縣城區（舊桐廬鎮）                       |
| 省政府直轄                                     | 省政府直轄                                     | 三等                                           | 壽昌縣                                         | 今建德市西南壽昌鎮                             |
| 省政府直轄                                     | 省政府直轄                                     | 三等                                           | 分水縣                                         | 今桐廬縣西北分水鎮                             |
| 第一特區                                       | 第一特區                                       | 二等                                           | 遂安縣                                         | 遂安（今淳安縣西南新安江水庫）                 |

民國24年（1935）7月，省政府將全省劃為9區，26年（1937）12月，日軍攻佔省政府撤至浙西南。杭州市屬省政府直轄區；餘杭縣、臨安縣、於潛縣、昌化縣屬第一區（專署駐吳興，27年遷駐餘杭），杭縣、富陽縣、新登縣屬第二區（專署駐嘉興，27年遷駐德清，富陽撥歸第三區），蕭山縣屬第三區（專署駐紹興），桐廬縣、建德縣、分水縣屬第四區（專署駐蘭谿，26年4月遷駐金華），淳安縣、遂安縣、壽昌縣屬第五區（專署駐衢縣）。
民國26年（1937）12月，日軍佔領杭州。27年（1938）1月1日成立杭州治安維護會；梁鴻志成立中華民國維新政府後，於同年6月10日解散:149，自此杭州市屬於維新政府治下。
民國29年（1940）1月，為適應戰時需要，9區增加為10區。杭州市仍屬省政府直轄；杭縣、分水縣、新登縣、富陽縣劃歸第一區（專署暫駐於潛），其餘各縣未有變化。29年3月30日，汪精衛成立中華民國國民政府，自此杭州納入汪精衛政權治下。
民國32年（1943），10區增加為11區，其中新增的第十一區專署即駐淳安，且淳安、建德、富陽、桐廬、壽昌五縣均屬第十一區，民國35年專署遷回建德，富陽撥歸第一區。其餘各市縣未有變化，但第一區專署於34年遷駐餘杭，35年分水也撥歸第十一區。
民國34年（1945）8月，汪精衛政權敗亡，杭州市重歸蔣領導的中華民國國民政府。
民國36年（1947）3月，11區又減少為6區，調整期間，原第一、四、六、十、十一區曾一度為省政府直轄。調整後，杭州市、杭縣、蕭山縣屬省政府直轄，餘杭縣、臨安縣、於潛縣屬第一區（駐吳興），淳安縣、遂安縣、建德縣、桐廬縣、富陽縣、壽昌縣、分水縣、新登縣屬第四區（駐淳安）。
民國37年（1948），又將6區增加為9區。此時省政府直轄正好剩杭州市、杭縣、蕭山縣3個市縣；臨安縣、餘杭縣、於潛縣分出成立第九區（駐臨安）竝將昌化、新登、富陽也劃入，第四區改駐建德。
民國38年（1949），9區增加爲10區。因部份轄境已為中共所佔，所以未能完全實施。蕭山縣併入新成立的第十區（駐紹興），省政府直轄僅餘杭州市、杭縣。這一行政區劃一直爲流亡中華民國政府沿用未變，竝於民國77年（1988）7月，行政院公布《中華民國各省（市）縣（市）行政區域代碼》，為各省縣市編定了代碼。直至民國94年（2005）10月纔停用。今杭州市範圍內各縣見下表：
| 中華民國浙江省（名義上1949-2005）今杭州市範圍行政區劃 | 中華民國浙江省（名義上1949-2005）今杭州市範圍行政區劃 | 中華民國浙江省（名義上1949-2005）今杭州市範圍行政區劃 | 中華民國浙江省（名義上1949-2005）今杭州市範圍行政區劃 | 中華民國浙江省（名義上1949-2005）今杭州市範圍行政區劃 | 中華民國浙江省（名義上1949-2005）今杭州市範圍行政區劃 | 中華民國浙江省（名義上1949-2005）今杭州市範圍行政區劃             | 中華民國浙江省（名義上1949-2005）今杭州市範圍行政區劃                                             |
| 行政督察區                                            | 專署駐地                                              | 代碼                                                  | 縣等級                                                | 縣市                                                  | 駐地(2020年6月)                                       | 北洋時期                                                          | 沿革                                                                                              |
| ----------------------------------------------------- | ----------------------------------------------------- | ----------------------------------------------------- | ----------------------------------------------------- | ----------------------------------------------------- | ----------------------------------------------------- | ----------------------------------------------------------------- | ------------------------------------------------------------------------------------------------- |
| 省政府直轄                                            |                                                       | 02001                                                 | 不適用                                                | 杭州市                                                | 今杭州市拱墅區                                        | (錢塘道)                                                          | 省會。民國16年（1927）4月會議通過析杭縣城區設置。                                                 |
| 省政府直轄                                            | 02002                                                 | 二等                                                  | 杭縣                                                  | 今杭州市拱墅區                                        | 錢塘道 (駐地)                                         | 清代為杭州府附郭仁和縣、錢塘縣，民國元年（1912）2月廢府併為杭縣。 |                                                                                                   |
| 第四區                                                | 建德縣                                                | 02056                                                 | 三等                                                  | 建德縣                                                | 今建德市東北梅城鎮                                    | 金華道                                                            | 清代為嚴州府附郭建德縣，民國元年（1912）2月裁府留縣。                                             |
| 第四區                                                | 建德縣                                                | 02057                                                 | 二等                                                  | 淳安縣                                                | 淳城鎮（今淳安縣西新安江水庫）                        | 金華道                                                            |                                                                                                   |
| 第四區                                                | 建德縣                                                | 02058                                                 | 五等                                                  | 桐廬縣                                                | 今桐廬縣城區（舊桐廬鎮）                              | 金華道                                                            |                                                                                                   |
| 第四區                                                | 建德縣                                                | 02059                                                 | 四等                                                  | 遂安縣                                                | 遂安（今淳安縣西南新安江水庫）                        | 金華道                                                            |                                                                                                   |
| 第四區                                                | 建德縣                                                | 02060                                                 | 六等                                                  | 壽昌縣                                                | 今建德市西南壽昌鎮                                    | 金華道                                                            |                                                                                                   |
| 第四區                                                | 建德縣                                                | 02061                                                 | 六等                                                  | 分水縣                                                | 今桐廬縣西北分水鎮                                    | 金華道                                                            |                                                                                                   |
| 第九區                                                | 臨安縣                                                | 02004                                                 | 四等                                                  | 富陽縣                                                | 今富陽區駐地富春街道                                  | 錢塘道                                                            |                                                                                                   |
| 第九區                                                | 臨安縣                                                | 02005                                                 | 五等                                                  | 餘杭縣                                                | 今杭州市餘杭區西南餘杭街道                            | 錢塘道                                                            |                                                                                                   |
| 第九區                                                | 臨安縣                                                | 02006                                                 | 五等                                                  | 臨安縣                                                | 今臨安區駐地錦城街道                                  | 錢塘道                                                            |                                                                                                   |
| 第九區                                                | 臨安縣                                                | 02007                                                 | 四等                                                  | 於潛縣                                                | 今臨安區西於潛鎮                                      | 錢塘道                                                            |                                                                                                   |
| 第九區                                                | 臨安縣                                                | 02008                                                 | 六等                                                  | 新登縣                                                | 今富陽市西南新登鎮                                    | 錢塘道                                                            | 清代為新城縣。因與直隸、吉林、山東、江西、貴州5省縣名重名，民國3年（1914）1月改名，以古縣名得名。 |
| 第九區                                                | 臨安縣                                                | 02009                                                 | 五等                                                  | 昌化縣                                                | 今臨安市西昌化鎮                                      | 錢塘道                                                            |                                                                                                   |
| 第十區                                                | 紹興縣                                                | 02030                                                 | 二等                                                  | 蕭山縣                                                | 今杭州市蕭山區城廂街道                                | 會稽道                                                            |                                                                                                   |

### 共和國時期
國共戰爭末期，隨著解放軍攻克浙江省各地，各行政督察區均因其專員公署潰散而實質上消亡。民國38年（1949）8月19日，中共於杭州市成立浙江省人民政府，設立杭州、寧波、溫州3地級市及10專區。10月，各專區分別易名為嘉興、寧波、衢州、建德、溫州、台州、麗水、金華、臨安、紹興。
- 1960年5月，撤销富阳县并入桐庐县，并隶属于杭州市。
- 1961年3月，划临安县的7个乡归杭州市钱塘联社（今余杭区）（1996年撤县设市）。
- 1961年12月，富陽縣從桐廬縣重新析出，並隸屬於杭州市。
- 1963年淳安县划属杭州市。
- 1963年5月16日，建德县划属杭州市。1992年4月1日，建德撤县设市。
- 1994年富阳撤县设市。
- 1996年12月，滨江区成立，之前的三个镇属于萧山市管辖。
- 2001年，为“构筑大都市、建设新天堂”的构想，近郊的县级市萧山和余杭并入杭州，成为市辖区，杭州市辖区的面积和人口因此大幅增加[3]。
- 2014年12月，富阳撤市设区。
- 2017年7月，临安撤市设区。
- 2019年4月2日，经浙江省人民政府批准，杭州钱塘新区获批设立，涵盖原杭州大江东产业集聚区和杭州经济技术开发区，托管管理范围包括江干区的下沙、白杨2个街道，萧山区的河庄、义蓬、新湾、临江、前进5个街道[4]。
- 2021年4月，杭州市进行区划调整，江干区大部分并入上城区，下城区并入拱墅区，余杭区分出一个临平区，萧山区的大江东五个街道和杭州经济开发区的下沙与白杨街道组建成钱塘区。

#### 详细变迁
- 1949年5月3日，杭州解放，杭州市定为浙江省直辖市和浙江省省会，原杭州市第一至第八区依次改设为上城、中城、下城、西湖、江干、艮山、笕桥、拱墅8区。
- 1949年9月，撤销杭州市上城、中城、下城3个区。
- 1950年9月，撤销西湖、江干、艮山、笕桥、拱墅5个区政府，改设为区公所。
- 1951年12月，省直辖的杭县划归杭州市。
- 1952年11月，建立上城、中城、下城、江干、拱墅、西湖、艮山、笕桥、上塘、古荡10个区建制。
- 1952年11月，所辖杭县改由省直辖
- 撤销古荡区建制，所辖的古荡、花园亭、塘河3个乡划归西湖区管辖。
- 1956年4月，撤销艮山、笕桥、上塘3个区建制，设11个乡。
- 1957年9月，将省直辖的杭县委托杭州市管辖。
- 1957年4月，撤销杭州市中城区和沿江乡的建制，并入上城、下城2区。沿江乡并入江干区的新塘乡。单独建立古荡乡。
- 1957年8月，杭县划归杭州市，将来逐步过渡为杭州市郊区。
- 1958年遂安縣撤銷，併入淳安縣，竝於1959年沒入千島湖底。
- 1958年11月，宁波专区所辖萧山县划归杭州市管辖。
- 1958年12月，撤销建德专区，所辖富阳县划归杭州市管辖。
- 1958年3月，撤销郊区办事处，设立笕桥区公所，管辖现有郊区各乡并委托杭县领导。
- 1958年4月，设立临平、上泗、三墩、塘西、笕桥5区建制。
- 1958年4月，撤销杭县，将原杭县瓶窑镇、长命乡划归余杭县管辖，其余35个乡镇和余杭县的闲林乡划归杭州市管辖。
- 1959年1月，撤销笕桥、临平、塘栖、三墩、上泗五区建制。
- 1960年8月，将原属嘉兴专区的临安县和金华专区的桐庐县划归杭州市管辖。撤销昌化县，其行政区域并入临安县。撤销富阳县，其行政区域并入桐庐县。
- 1960年1月 半山、拱墅两个联社合并，定名为钱塘联社（县级），将原拱墅联社的城区划归拱墅区管辖。
- 1961年7月，撤销钱塘联社，将其改为余杭县的建制，并将临安县所属的余杭、长命、仓前、潘板、黄湖、双溪、石鸽7个公社划归余杭县管辖。余杭县由杭州市领导。
- 1961年12月，富陽縣從桐廬縣重新析出，並隸屬於杭州市。
- 1963年5月，将金华专区的建德、淳安两县划归杭州市领导。
- 1978年8月，设立杭州市半山区建制。
- 1990年1月，撤销杭州市拱墅区、半山区，设立新的拱墅区。
- 1996年5月，将萧山市的浦沿镇、长河镇 、西興鎮（現西兴街道）和余杭市的三墩镇划归杭州市西湖区管辖；将余杭市的九堡镇、下沙鄉（現下沙街道）（包括围垦区）划归杭州市江干区管辖。
- 1996年10月，撤销临安县，设立临安市（县级），以原临安县的行政区域为临安市的行政区域。
- 1996年12月，从西湖区划出浦沿镇、西兴镇、长河镇，设立滨江区；并进行了部分区划调整。
- 2001年2月，撤销县级萧山市、余杭市，以其行政区域设立杭州市萧山区、余杭区，驻地不变。
- 2014年12月，撤销县级富阳市，以其行政区域设立杭州市富阳区，驻地不变。
- 2017年7月，撤销县级临安市，以其行政区域设立杭州市临安区，驻地不变。
- 2021年4月，撤销杭州市上城区、江干区，设立新的杭州市上城区，以原上城区、江干区的行政区域（不含下沙街道、白杨街道）为新的上城区的行政区域，上城区人民政府驻望江街道望潮路77号。
  - 撤销杭州市下城区、拱墅区，设立新的杭州市拱墅区，以原下城区、拱墅区的行政区域为新的拱墅区的行政区域，拱墅区人民政府驻拱宸桥街道台州路1号。
  - 撤销杭州市余杭区，设立新的杭州市余杭区，以原余杭区的余杭街道、仓前街道、闲林街道、五常街道、中泰街道、仁和街道、良渚街道、瓶窑镇、径山镇、黄湖镇、鸬鸟镇、百丈镇的行政区域为新的余杭区的行政区域，余杭区人民政府驻仓前街道文一西路1500号。
  - 设立杭州市临平区，以原余杭区的临平街道、东湖街道、南苑街道、星桥街道、运河街道、乔司街道、崇贤街道、塘栖镇的行政区域为临平区的行政区域，临平区人民政府驻临平街道西大街33号。
  - 设立杭州市钱塘区，以原江干区的下沙街道、白杨街道和杭州市萧山区的河庄街道、义蓬街道、新湾街道、临江街道、前进街道的行政区域为钱塘区的行政区域，钱塘区人民政府驻河庄街道青六北路499号。[5][6][7]

## 城市布局
杭州拥有约1400多年的建城史，是一个典型的组团式城市，现由1个主城、3个副城（江南城、临平城、下沙城）、6个卫星城（临浦、瓜沥、义蓬、塘栖、余杭、良渚）组成。除了主城外，“三大副城”作为主城人口和市级功能转移的接纳地，“六大组团”作为杭州中心城市的卫星城。西湖、钱塘江以及周边丘陵构成了杭州的山水风景。2007年2月16日国务院正式批复杭州市城市总体规划（国函［2007］19号），在批复中明确了杭州的城市性质和功能定位，确定了“一主三副六组团”的城市格局，即：从以旧城为核心的团块状布局，转变为以钱塘江为轴线的跨江、沿江，网络化组团式布局。采用点轴结合的拓展方式，组团之间保留必要的绿色生态开敞空间，形成“一主三副、双心双轴、六大组团、六条生态带”开放式空间结构模式。从此杭州市城市的发展由“西湖时代”走向“钱塘江时代”。
一主三副，即中心城区，由主城、江南城、临平城和下沙城组成。承担生活居住、行政办公、商业金融、旅游服务、科技教育、文化娱乐、都市型和高新技术产业功能。逐步形成体现杭州城市形象的主体区域。江南城：由滨江区、萧山城区和江南临江地区组成，是以高科技工业园区为骨干，产、学、研协调发展的现代化科技城和城市远景商务中心。沿江地区为居住生活区、公建区和远景城市商务中心，南部为商贸、居住生活区，东、西部为工业区和文教科研区。规划城市人口110万人，城市建设用地102平方千米。临平城：由临平城区、运河镇等组成，是以城市现代加工制造业为主的综合性工业城。北部为工业区和配套生活服务区，中部为公建区和居住生活区，南部为物流区。规划城市人口50万人，城市建设用地46平方千米。下沙城：由下沙、九堡、乔司组成，是以杭州经济技术开发区和高教园区为骨干的综合性新城。北部为教育科研区，南部、西部为工业区，中部及东部临江地区为居住生活区。规划城市人口60万人，城市建设用地54平方千米。
六大组团：分成北片和南片，北片由塘栖、良渚和余杭组团组成，南片由义蓬、瓜沥和临浦组团组成。六大组团的功能主要在于吸纳中心城区人口及产业等功能的扩散，形成相对独立、各具特色、功能齐全、职住平衡、设施完善、环境优美的组合城镇。塘栖组团：是省级历史文化保护区，城市北部的休闲旅游观光基地和余杭经济开发区(临平工业区)、钱江经济开发区的配套服务基地。东部为居住生活区，西部为工业区。规划城市人口4万人。良渚组团：是城市西北部以良渚文化和生态农业为主题的文化休闲旅游基地。严格保护良渚文化遗址群，合理控制人口和建设用地规模。北部为良渚遗址保护区，西部、东南部为居住生活区，西南为生态农业旅游区。规划城市人口4万人。余杭组团：是城市西部的近郊住宅区和高教科研基地。西部为居住生活区，南部为休闲度假区，东部为教育科研区。规划城市人口7万人。义蓬组团：是城市东部大型综合性工业发展基地。东部和东南部为工业区，西部和西南部为居住生活区，北部和东部临江地区为生态旅游区。规划城市人口16万人。瓜沥组团：是城市东南部以临港工业、轻纺工业、服装加工为主的综合性工业区和区域性物流中心。北部为工业、物流区，南部为居住生活区。规划城市人口5万人。临浦组团：是城市南部未来高新技术产业发展的主要基地。北部为居住生活区，南部为高新科技园区。规划城市人口4万人。
六条生态带：在各组团之间、组团与中心城区之间，利用自然山体、水体、绿地(农田)等形成绿色开敞空间，划定生态敏感区，避免城市连片发展而影响生态、景观和城市整体环境水平。规划建设六片绿色生态开敞空间分别是：1.灵山、龙坞、午潮山风景区--西湖风景名胜区；2.径山风景区--北、南湖滞洪区--闲林、西溪湿地风景区；3.超山风景区--半山、皋亭山、黄鹤山风景区--彭埠交通生态走廊；4.石牛山风景区--湘湖旅游度假区；5.青化山风景区--航坞山--新街绿化产业区(大型苗木基地)；6.东部钱塘江滨海湿地保护区--生态农业区。
双心双轴：旅游商业文化服务中心、城市新中心、城市生态轴、城市发展轴。双心，即湖滨、武林广场地区--旅游商业文化服务中心；临江地区--由北岸的钱江新城和南岸的钱江世纪城共同组成的城市新中心。双轴，即东西向以钱塘江为轴线的城市生态轴；南北向以主城--江南城为轴线的城市发展轴。